# Фелен (Баварска)
Фелен (њем. Fellen) општина је у њемачкој савезној држави Баварска. Једно је од 40 општинских средишта округа Мајна-Шпесарт. Према процјени из 2010. у општини је живјело 903 становника. Посједује регионалну шифру (AGS) 9677128.

## Географски и демографски подаци
Фелен се налази у савезној држави Баварска у округу Мајна-Шпесарт. Општина се налази на надморској висини од 236 метара. Површина општине износи 34,4 km². У самом мјесту је, према процјени из 2010. године, живјело 903 становника. Просјечна густина становништва износи 26 становника/km².